# Passport Island
Passport Island ist eine künstliche Insel zwischen Bahrain und Saudi-Arabien im Persischen Golf (Golf von Bahrain).
In der Mitte der Insel befindet sich ein internationaler Grenzübergang. Auf Arabisch ist die Bezeichnung al-Dschazira al-wasatiyya / الجزيرة الوسطية / al-Ǧazīra al-wasaṭīya gebräuchlich, in der Wortbedeutung zentrale Insel. Auf Google Maps findet sich entsprechend die Bezeichnung Middle Island (al-Dschazira al-wusta / الجزيرة الوسطى / al-Ǧazīra al-wusṭā). Eigentlich wurde die Insel in Form von zwei verbundenen Inseln entworfen, von denen die westliche zu Saudi-Arabien und die östliche zu Bahrain gehört. Die bautechnische Bezeichnung lautet embankment no. 4. Durch die Insel führt die Fernstraße King Fahd Causeway.

## Bildergalerie

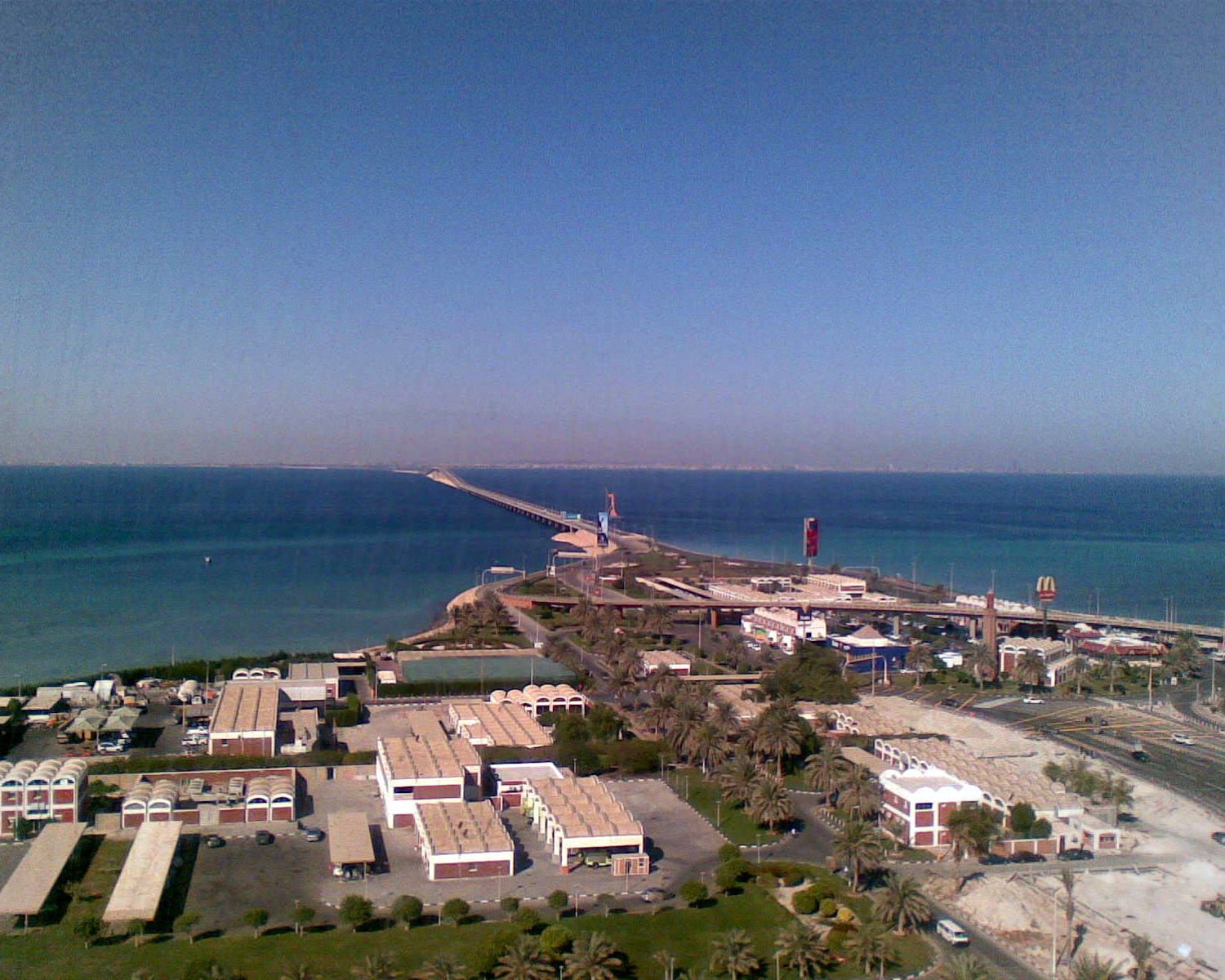
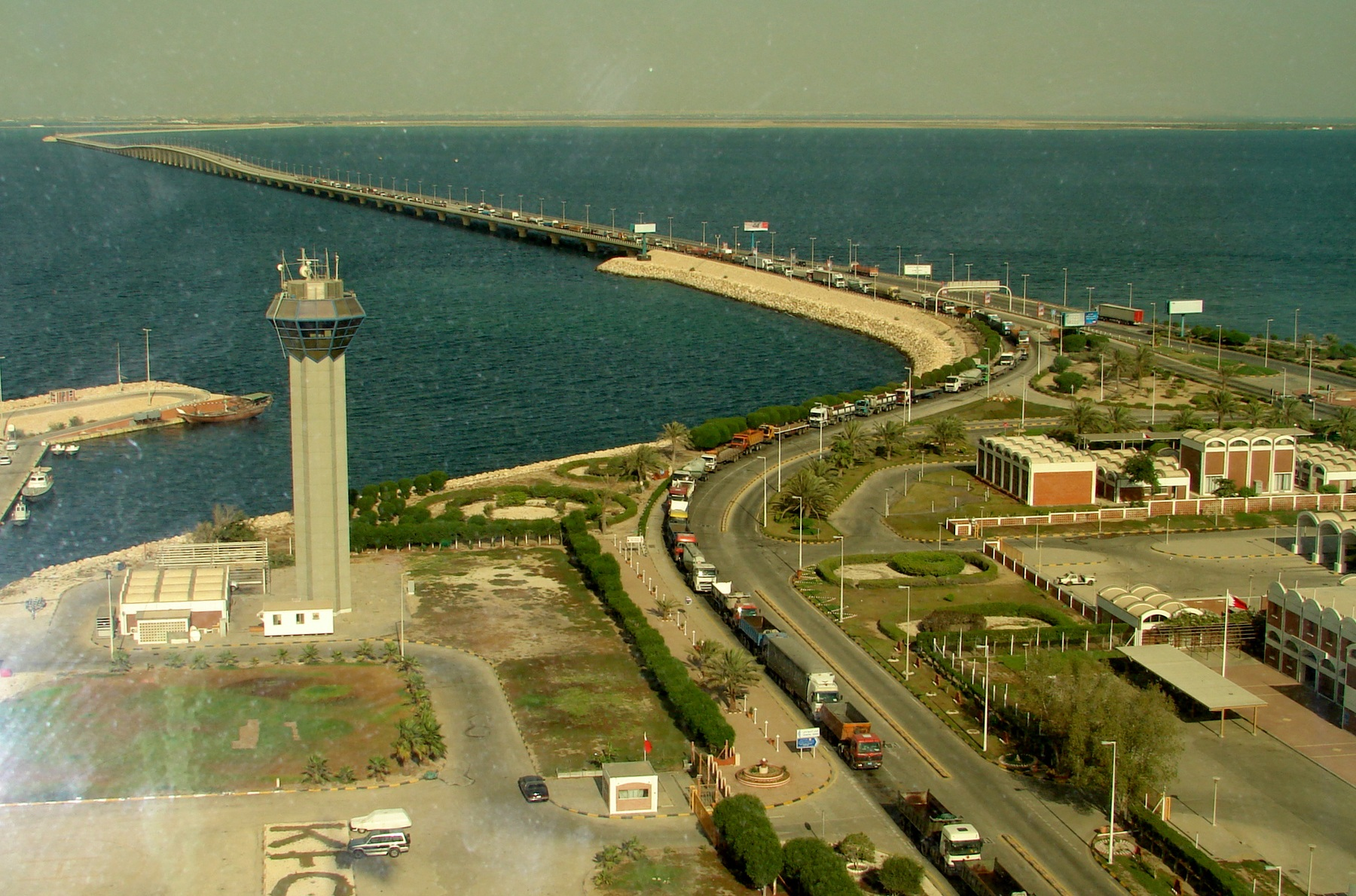
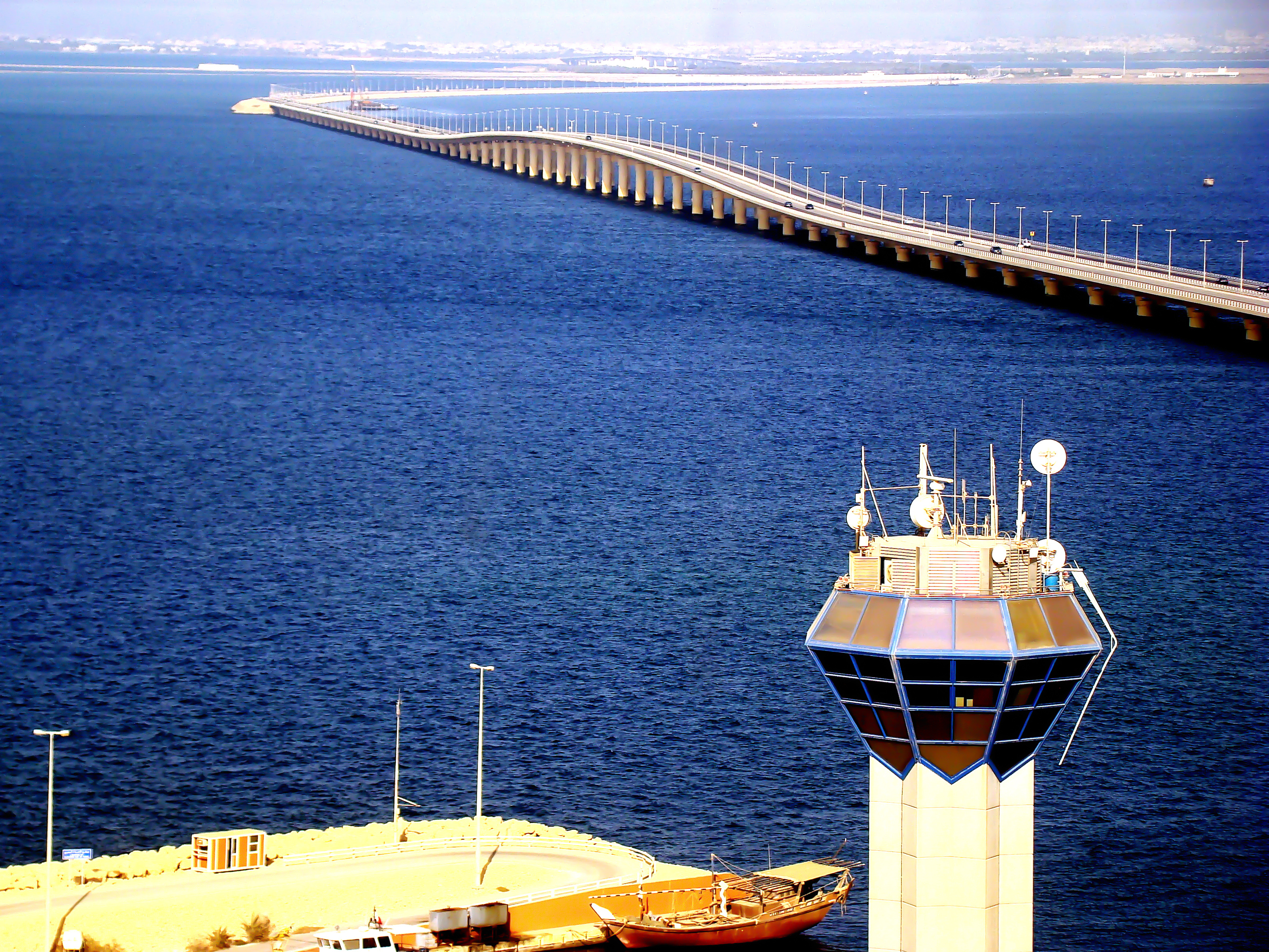